# Josef Klapuch
Josef Klapuch (10. února 1906, Zbyslavice – 18. prosince 1985, Praha) byl český zápasník, reprezentant Československa, olympionik, který získal stříbrnou medaili z Olympijských her.
Na LOH 1936 v Berlíně získal stříbro v zápase ve volném stylu v kategorii těžké váhy. Na stejné olympiádě nastoupil také do zápasu řecko-římského.
Jeho popularitu využil i film, v letech 1929 až 1937 si zahrál 9 epizodek, nejčastěji strážníka, po získání stříbra na LOH 1936, ho režisér Václav Kubásek, obsadil do výrazné role dřevorubce Jana, ve filmu Děti veliké lásky (1936).
Jeho otec se jmenoval Ludvík Klapuch a matka Karolína Čepková, měl ještě tři bratry Ludvíka (1904), Vojtěcha (1908) a Adolfa (1909). V roce 1933, se v Praze ve Vršovicích oženil s Marii Mráčkovou (1913), se kterou měl dvě dcery, Jiřinu (1938), a Evu. 